# Saint-Martin-la-Sauveté
Saint-Martin-la-Sauveté település Franciaországban, Loire megyében. Lakosainak száma 870 fő (2022. január 1.). Saint-Martin-la-Sauveté Juré, Ailleux, Cezay, Champoly, Grézolles, Nollieux, Saint-Germain-Laval, Saint-Julien-d’Oddes, Saint-Marcel-d’Urfé és Vêtre-sur-Anzon községekkel határos.

## Népesség
A település népessége az elmúlt években az alábbi módon változott:
| Lakosok száma | 973  | 895  | 909  | 947  | 985  | 984  | 955  | 890  | 887  | 870  |
|               | 1968 | 1982 | 1990 | 2006 | 2013 | 2015 | 2017 | 2019 | 2020 | 2022 |